# NGC 7734
NGC 7734 (również PGC 72183) – galaktyka spiralna z poprzeczką (SBb), znajdująca się w gwiazdozbiorze Tukana. Odkrył ją John Herschel 2 listopada 1834 roku. Oddziałuje grawitacyjnie z sąsiednią NGC 7733.